# 施氏花磚螺
施氏花磚螺（学名：Coriophora shihi）为左錐螺科玄珠螺屬:35下的一个种。